# Андский степной тинаму
Андский тинаму, или андский степной тинаму (лат. Nothoprocta pentlandii) — вид птиц семейства тинаму (Tinamidae). Видовое латинское название дано в честь ирландского учёного Джозефа Барклая Пентланда (1797—1873).
Вид распространён в Андах, северной и центральной Аргентине, северной части Чили, юго-западном Эквадоре, юго-восточной Боливии и западном Перу.
Птица достигает в длину 27 см. Окраска оперения сверху от серого до оливково-коричневого цвета с чёрными и белыми пятнами. Верх головы чёрный, бока головы и горло серые с крапинками, грудь серая с белыми пятнами, брюхо беловатое. Ноги жёлтые.
Вид встречается в высокогорных лугах на высоте от 800 до 4100 метров над уровнем моря.

## Классификация
Международный союз орнитологов выделяет восемь подвидов:
- Nothoprocta pentlandii ambigua распространён в южной части Эквадора и северо-западного Перу;
- Nothoprocta pentlandii niethammeri распространён в центральной части Перу;
- Nothoprocta pentlandii oustaleti распространён в центральной и южной части Перу;
- Nothoprocta pentlandii fulvescens распространён на юго-востоке Перу;
- Nothoprocta pentlandii pentlandii распространён в западной части Боливии, северо-западной Аргентины и северной части Чили;
- Nothoprocta pentlandii patriciae распространён в северо-западной части Аргентины.
- Nothoprocta pentlandii mendozae распространён в центрально-западной части Аргентины.
- Nothoprocta pentlandii doeringi распространён в центральной части Аргентины;